# ラージマハル
ラージマハル（ヒンディー語：राजमहल）は、インドのジャールカンド州、サーヒブガンジ県の都市。

## 歴史
1592年、ムガル帝国の武将マーン・シングはオリッサを征服したのち、この地をラージマハルと名付けた。
その後、1595年にマーン・シングは主君アクバルの名を取って、この地をアクバルナガルと改名した。しかし、現在この地はラージマハルと呼ばれている。

## 人口
2001年の統計では、人口は17,974人